# Anders Ewerman

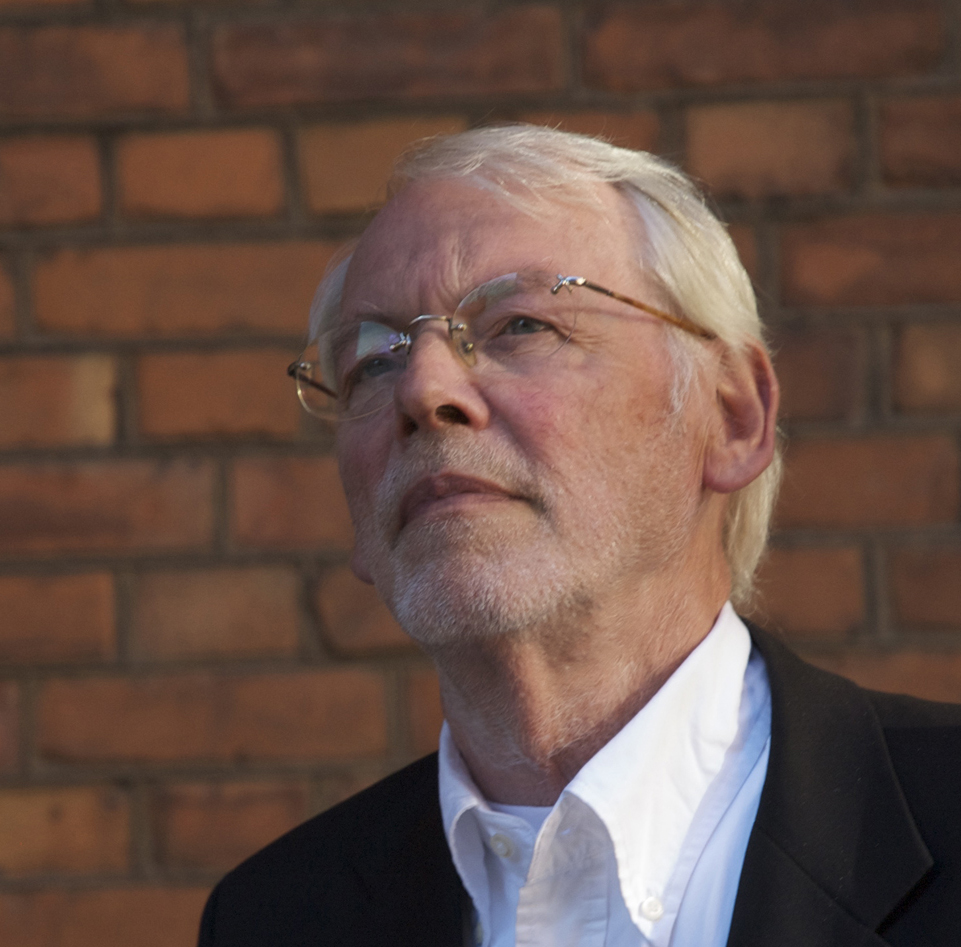
Anders Ewerman

Anders Ewerman, född 1945 i Eksjö, är en svensk författare och föreläsare. 
Ewerman har en fil.kand. i företagsekonomi, statistik och nationalekonomi. 